# Premio Kniksen 2014
Il premio Kniksen 2014 è stato la 25ª edizione dell'omonima manifestazione in cui sono stati premiati, da parte della Norsk Toppfotball, i protagonisti del calcio norvegese per la stagione 2014. I premi istituiti per questa edizione sono stati tredici: Årets keeper i Tippeligaen (miglior portiere della Tippeligaen), Årets forsvarsspiller i Tippeligaen (miglior difensore della Tippeligaen), Årets midtbane i Tippeligaen (miglior centrocampista della Tippeligaen), Årets angrepsspiller i Tippeligaen (miglior attaccante della Tippeligaen), Årets trener i Tippeligaen (miglior allenatore della Tippeligaen), Årets dommer i Tippeligaen (miglior arbitro della Tippeligaen), Årets unge talent i Tippeligaen (til og med der året du fyller 19) (miglior Under-19 della Tippeligaen), Årets spiller i Tippeligaen (miglior giocatore della Tippeligaen), Årets spiller i Toppserien (miglior giocatrice della Toppserien), Årets komet i Toppserien (rivelazione della Toppserien), Årets spiller i 1. divisjon (miglior giocatore della 1. divisjon), Gullballen 2014 (miglior giocatore norvegese militante all'estero) e Kniksens hederspris (premio riservato alle vecchie glorie del calcio norvegese).
I premi riservati al miglior giocatore della Tippeligaen, il Gullballen 2014 e quello per le vecchie glorie sono stati assegnati da una giuria, composta dal presidente Nils Johan Semb, Bjarne Berntsen, Jo Bergsvand, Heidi Støre, Kristian Oma e Freddy dos Santos. Gli altri riconoscimenti sono stati assegnati dai tifosi, votando via SMS.
Il 2 novembre, Pål Alexander Kirkevold del Sandefjord è stato premiato come miglior calciatore della 1. divisjon. Il 10 novembre sono stati assegnati gli altri premi: Stefan Johansen del Celtic è stato scelto per il Gullballen, Jone Samuelsen dell'Odd come miglior giocatore del campionato e come miglior centrocampista, i giocatori del Molde Ørjan Nyland e Martin Linnes sono stati scelti rispettivamente come miglior portiere e miglior difensore, mentre Viðar Örn Kjartansson del Vålerenga, capocannoniere del campionato, è stato votato come miglior attaccante. Tor Ole Skullerud del Molde è stato scelto come miglior allenatore, con Boye Skistad che ha ricevuto il Kniksens hederspris. Svein Oddvar Moen ha vinto il premio di miglior arbitro, mentre Martin Ødegaard quello di miglior giovane del campionato. Per quanto concerne il calcio femminile, Isabell Herlovsen è stata votata come miglior calciatrice della Toppserien, con Synne Sofie Kinden Jensen che ha vinto il premio come giocatrice rivelazione.

## Risultati

### Årets keeper i Tippeligaen
| Candidato           | Club       |
| ------------------- | ---------- |
| André Hansen        | Odd        |
| Ørjan Nyland        | Molde      |
| Arnold Origi Otieno | Lillestrøm |

### Årets forsvarsspiller i Tippeligaen
| Candidato     | Club  |
| ------------- | ----- |
| Vegard Forren | Molde |
| Steffen Hagen | Odd   |
| Martin Linnes | Molde |

### Årets midtbane i Tippeligaen
| Candidato           | Club  |
| ------------------- | ----- |
| Mohamed Elyounoussi | Molde |
| Jone Samuelsen      | Odd   |
| Harmeet Singh       | Molde |

### Årets angrepsspiller i Tippeligaen
| Candidato             | Club      |
| --------------------- | --------- |
| Fredrik Brustad       | Stabæk    |
| Daniel Chima          | Molde     |
| Viðar Örn Kjartansson | Vålerenga |

### Årets trener i Tippeligaen
| Candidato         | Club   |
| ----------------- | ------ |
| Bob Bradley       | Stabæk |
| Dag-Eilev Fagermo | Odd    |
| Tor Ole Skullerud | Molde  |

### Årets dommer i Tippeligaen
| Candidato         | Club   |
| ----------------- | ------ |
| Tom Harald Hagen  | Grue   |
| Tore Hansen       | Feda   |
| Svein Oddvar Moen | Haugar |

### Årets unge talent i Tippeligaen (til og med der året du fyller 19)
| Candidato        | Club         |
| ---------------- | ------------ |
| Iver Fossum      | Strømsgodset |
| Martin Ødegaard  | Strømsgodset |
| Andreas Vindheim | Brann        |

### Årets spiller i Toppserien
| Candidato              | Club       |
| ---------------------- | ---------- |
| Isabell Herlovsen      | Lillestrøm |
| Lene Mykjåland         | Lillestrøm |
| Hedda Strand Gardsjord | Røa        |

### Årets komet i Toppserien
| Candidato                 | Club      |
| ------------------------- | --------- |
| Marie Markussen           | Stabæk    |
| Synne Sofie Kinden Jensen | Kolbotn   |
| Karina Sævik              | Avaldsnes |

### Årets spiller i 1. divisjon
| Candidato               | Club       |
| ----------------------- | ---------- |
| Magnus Andersen         | Tromsø     |
| Gjermund Åsen           | Ranheim    |
| Pål Alexander Kirkevold | Sandefjord |

### Årets spiller i Tippeligaen
| Candidato      | Club |
| -------------- | ---- |
| Jone Samuelsen | Odd  |

### Gullballen
| Candidato       | Club   |
| --------------- | ------ |
| Stefan Johansen | Celtic |

### Kniksens hederspris
| Candidato    | Club |
| ------------ | ---- |
| Boye Skistad | –    |